# 로물루스 아우구스툴루스

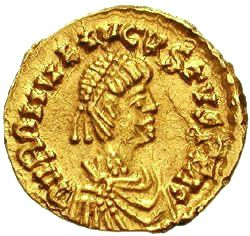

로물루스 아우구스툴루스(Romulus Agustulus, 460년 ~ 511년 이후)는 서로마 제국의 황제(재위: 475년~476년)이다. 본명은 그냥 로물루스이며 아우구스툴루스란 「어린 아우구스투스」라는 뜻이 담긴 별명이다. 10개월간 재위하였으나 그는 정식 황제로 인정받지 못하였다. 통상 그를 서로마 제국의 마지막 황제로 보나 율리우스 네포스를 마지막 황제로 보기도 한다.

## 개요
로물루스가 즉위한 것은 475년 10월 31일이었지만, 1년도 안되서 476년 9월 4일에 게르만 족의 용병대장 오도아케르에 의해 강제로 퇴위당한다. 역사적으로 이 사건은 로마 제국의 서방 영토 상실 혹은 「서로마 제국의 멸망」등으로 불리지만, 서로마 황제라는 지위는 로물루스 아우구스툴루스의 시대에는 사실상 아무 권위도 갖고 있지 않았으며, 오도아케르 같은 게르만 족 장군들이 실권을 장악하고 있었다(로물루스의 아버지이자 섭정인 오레스테스 또한 476년 8월 오도아케르에게 살해되었다). 로물루스의 어린 나이를 감안해 오도아케르는 폐위하는 데서 그치고 죽이지는 않았다. 퇴위된 황제의 가족은 칸파냐로 옮겨져 오도아케르에 의해 퇴위연금을 받고 살았으며, 오도아케르가 패한 뒤에도 새로운 권력자가 된 동고트 족의 테오도리쿠스 대왕으로부터 계속해 연금을 지급받았다고 한다.
폐위되었기 때문에 자세한 생에 대해서는 알 수 없으며, 몇 백 년을 이어질 수도원을 짓는 등의 업적을 남겼지만, 이후 로마 제국(비잔티움 제국)이 이탈리아의 지배권을 다시 획득하게 되는 536년까지는 살지 못한 것으로 보인다. 그를 로마 황제로 간주할 수 있느냐에 대한 일에 대해서는 자주 논의되고 있는데, 오도아케르는 로물루스를 폐위시키고 자신이 황제가 되었다가 곧 동로마 제국의 황제 제논에게 서로마 황제 자리를 반납하였고, 제논이 전 로마 제국의 유일한 황제가 되며 오도아케르는 그의 대리로서 이탈리아를 통치한다는 형식을 취했다 서로마를 잃어버린 로마 제국은 서로마 영토를 수복하기도 했으나 잦은 역병과 침략으로 중흥기와 쇠퇴를 반복하며 천 년의 시간을 더버텨 1453년까지 존속해 이천년의 역사를 썼다 ). 동로마 황제 제논 또한 로물루스를 황제로 인정하지 않았으며, 대신 475년에 오레스테스에 의해 이탈리아에서 쫓겨났던 율리우스 네포스를 제논뿐 아니라 갈리아에 남아 있던 로마 제국의 장군들까지 서로마 제국의 「정통 황제」로 생각했다고 한다. 그러므로 오도아케르의 이탈리아 통치 또한 인정하지 않았다.
한편 로물루스 아우구스투스를 폐위시킨 오도아케르는 그에게서 황제의 징표를 빼앗아 콘스탄티노폴리스로 보냈다. 이렇게 로마 제국은 서로마의 황제위가 없어져 공식적으로 동로마에 귀속되어 다시 합쳐졌다. 근데 이런 퍼포먼스가 없어도 자동으로 귀속되었다.
로물루스 아우구스투스의 최후에 대해서는 정확하게 알려져 있지 않다. 500년경에 사망했다는 설과 511년에 사망했다는 설이 있다.

## 같이 보기
- 로마 황제 연대표

| 전임 율리우스 네포스(474 - 475) | 서로마 황제 475년 - 476년 | 후임 율리우스 네포스(476 - 480) 시아그리우스(476 - 486) 오도아케르 (이탈리아) |